# Česká Lípa - mokřad v nivě Šporky
Česká Lípa - mokřad v nivě Šporky este o arie protejată (arie specială de conservare — SAC, sit de importanță comunitară — SCI) din Republica Cehă întinsă pe o suprafață de 20,07 ha, integral pe uscat.

## Localizare
Centrul sitului Česká Lípa - mokřad v nivě Šporky este situat la coordonatele 50°42′03″N 14°31′43″E / 50.700833°N 14.528611°E.

## Înființare
Situl Česká Lípa - mokřad v nivě Šporky a fost declarat sit de importanță comunitară în aprilie 2005 pentru a proteja 1 specie de animale. Situl a fost protejat și ca arie specială de conservare în iulie 2012.

## Biodiversitate
Situată în ecoregiunea continentală, aria protejată nu include niciun habitat protejat.
La baza desemnării sitului se află o specie protejată de  amfibieni: buhai de baltă cu burta roșie (Bombina bombina).